# District de Gros-Islet
Le district de Gros-Islet est l'un des dix districts de Sainte-Lucie.
Il a récupéré le territoire de l’ancien district de Dauphin en 2014.

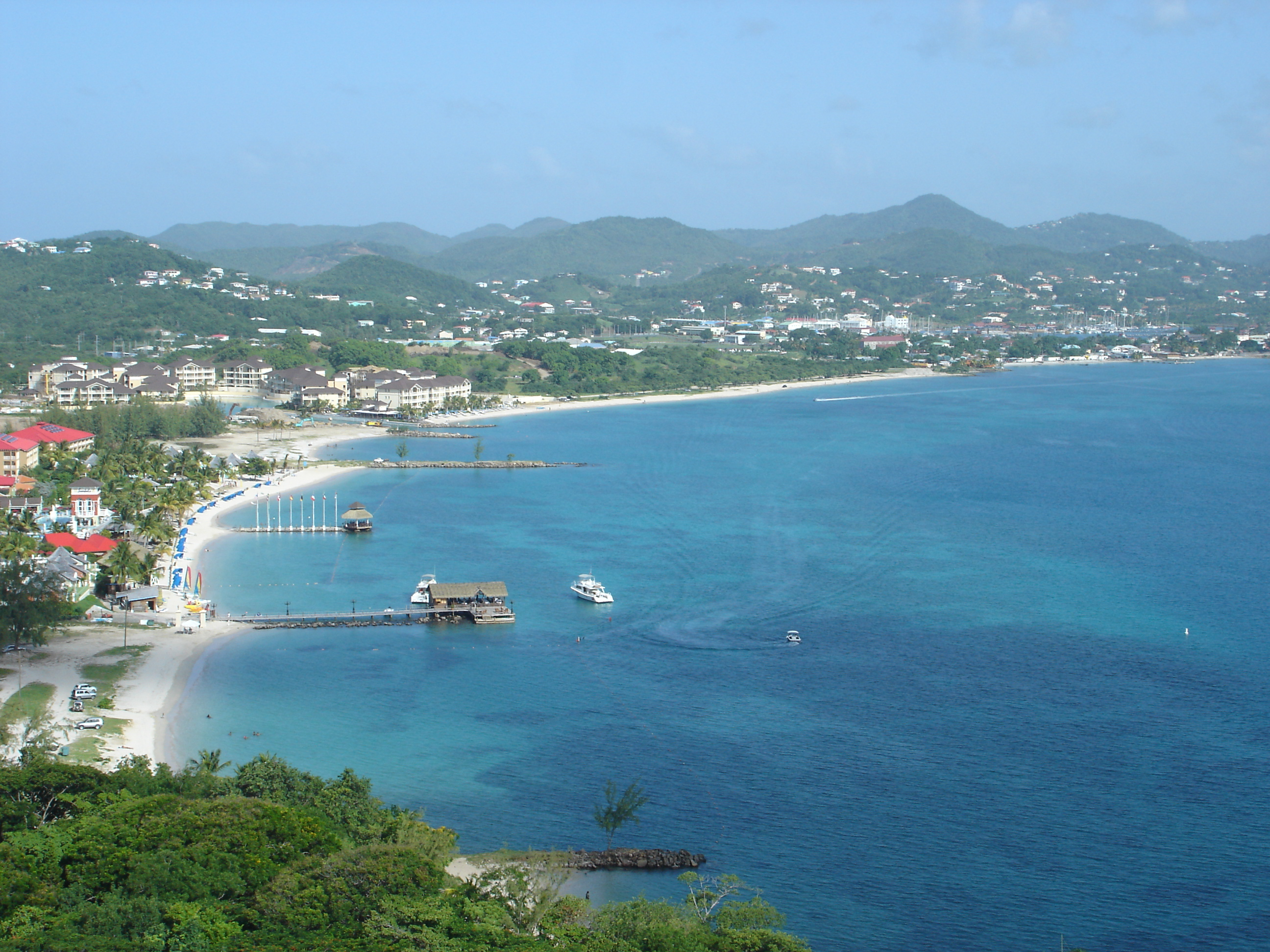
Gros Islet depuis Pigeon Island.

## Sources
- (en) Government of Santa Lucia, 2001 Population and and Housing Census Report
- (en) Government of Santa Lucia, Compendium of Environmental Statistics
- (en) City Population - Districts de Sainte-Lucie